# Испанские войска (Карфаген)
Испанцами (лат. Hispani) античные авторы называли войска (пехоту и конницу), в значительных количествах набиравшиеся карфагенянами в свою армию на Пиренейском полуострове, особенно после завоевания большей его части, и сыгравшие важную роль в победах Ганнибала в ходе Второй Пунической войны. Вооружение испанских воинов оказало влияние на будущих победителей карфагенян — римлян.

## Завоевание Карфагеном Испании
Древняя Испания (Иберия) представляла собой этнически неоднородный регион, население которого составляли доиндоевропейские племена (иберы, тартессии, протобаски), докельтское индоевропейское население (лузитаны) и кельты. Ещё один народ, кельтиберы, возможно, являлись результатом смешения двух из указанных этнических групп. В XII—XI веках до н. э. Испания стала объектом колонизации финикийцев, основавших на побережье ряд городов: Гадир, Малаку, Секси и других. После того как метрополия — Финикия — была завоёвана ассирийцами (VIII век до н. э.), а затем персами (VI век до н. э.) в Западном Средиземноморье обрёл независимость и усилился Карфаген, который стал подчинять другие финикийские колонии. В VI—V веках до н. э. карфагеняне овладели южной частью Пиренейского полуострова, однако предположительно во время восстания наёмников большая часть этих владений, исключая прибрежные города, была потеряна. В 237 году до н. э. выдающийся полководец Гамилькар Барка начал кампанию по восстановлению власти Карфагена, разгромив тартессиев и иберов. Помимо завоевания богатых земель и установления монополии в торговле он преследовал цель создания плацдарма для возобновления борьбы с Римом после недавно проигранной войны.
После гибели Гамилькара в бою с иберами карфагенское правительство послало в Испанию новое войско во главе с его зятем Гасдрубалом Красивым. Гасдрубал, совмещая военные и (чаще) дипломатические методы, успешно завершил подчинение Карфагену большей части полуострова и основал Новый Карфаген, ставший главным городом пунийской Испании. Когда в 221 году до н. э. Гасдрубал погиб от рук раба, мстившего за своего казнённого хозяина, испанская армия провозгласила своим командующим сына Гамилькара Барки Ганнибала. Таким образом, со времени высадки Гамилькара в Гадире принадлежащая карфагенянам часть Испании управлялась представителями одной семьи — Баркидами, которые действовали достаточно независимо от центрального правительства: чеканили монету, заключали договоры, назначали наместников присоединённых территорий. Это объясняется их тесной связью с армией, влиянием в народе и правящих кругах Карфагена благодаря военным победам и притоку богатств с новых земель, а также опорой на местное население.
Баркиды сохранили старую социально-политическую структуру испанских племён, ограничившись взятием заложников; города, за редким исключением, были свободны от гарнизонов; большинство прежних правителей сохранили власть, хотя и платили подать карфагенянам. Результатом стало провозглашение испанцами Гасдрубала Красивого, по выражению Диодора Сицилийского, стратегом-автократором, то есть верховным вождём (карфагенское и испанское названия этого титула неизвестны).
Это создавало новые отношения между карфагенским военачальником и испанцами. По отношению к последним он теперь выступал не только как чужеземец и магистрат враждебного государства, но и как собственный правитель. Установлению таких отношений способствовали браки Гасдрубала и Ганнибала с испанками, которые как бы вводили карфагенян в местную среду, что было важно в условиях родового общества или государства со значительными родовыми пережитками.

## Наёмники или регулярные войска?
Римские историки, рассказывая о Второй Пунической войне, как правило, называют испанских воинов в рядах карфагенской армии наёмниками. Действительно, ко времени противостояния Рима и Карфагена на Пиренейском полуострове сложились давние традиции наёмничества. Иберийских наёмников упоминает уже Фукидид, относя их к наиболее храбрым среди варваров воинам. Согласно Ксенофонту, Дионисий Старший в 369 году до н. э. даже посылал иберийских наёмников в помощь Спарте. До походов Гамилькара Барки и Гасдрубала Красивого все испанцы служили карфагенянам как наёмные воины. И во время Первой Пунической войны карфагеняне, по словам Полибия, набирали среди иберов наёмников, хотя значительная часть Испании уже была ими подчинена.
Однако получение Баркидами статуса верховных предводителей тех испанцев, которые входили в состав их державы как члены возглавляемого ими союза, изменило положение испанских воинов в их армии. В рассказе Тита Ливия о битве на реке Ибер в 215 году до н. э. ясно противопоставляются испанцы, поставленные в центре войска, и вспомогательные отряды наёмников на левом фланге. Об этом же, вероятно, свидетельствует и то, что перед началом войны Ганнибал перевёл часть испанского войска в Ливию, а ливийского — в Испанию. По-видимому, испанские воины находились на том же положении, что и ливийские.
Перечисленные Полибием племена, воинов из которых Ганнибал отправил в Африку, — это те народы Испании, которые признали в карфагенянине своего предводителя: терситы (тартессии), собственно иберы, мастиены, олкады, ореты (оретаны), и это всё — народы Южной и Юго-Восточной Испании. Среди них карфагеняне проводили принудительный набор, как это сделал Гасдрубал, сын Гисгона в 206 году до н. э.
На ином положении находились кельтиберы, которые в обеих враждующих армиях выступали как наёмники. Практически на правах союзников (подлинных союзников, а не подчинённых, чьё положение прикрывается таким названием) действовали илергеты, живущие к северу от Ибера и возглавляемые Индибилом. Эти различия в положении испанских воинов в карфагенской армии отражают различное положение испанцев по отношению к карфагенским полководцам. Для одних эти полководцы были нанимателями, для других союзниками, для третьих верховными главнокомандующими.

## Участие во Второй Пунической войне

### Пехота
Карфагеняне ставили испанцев вторыми по боевым качествам после «африканцев» (ливофиникийцев). Испанская пехота и конница составляла меньшую, но очень важную часть армии Ганнибала. Из 20 000 пехотинцев, достигших Италии, 8000 были испанцами. Существовало три типа пеших воинов, объединённых под общим названием «испанцев»: мечники, метатели дротиков и пращники. Последние происходили с Балеарских островов, расположенных у восточного побережья Испании, и были знамениты своим умением метать тяжёлые камни. Полибий сообщает, что у мечников были большие щиты кельтского типа и короткие колюще-рубящие мечи. Носили они белые туники, окаймлённые пурпурной полосой. На скульптурных изображениях из Осуны изображены воины, хорошо соответствующие этому описанию.
Второй тип пехотинцев, который, вероятно, составляли метатели дротиков, упоминается у Диодора Сицилийского. Вооружены они были круглыми щитами и, возможно, представляли собой то же самое, что легковооружённые отряды, которые Цезарь называет цетратами (лат. cetrati). Тит Ливий использует это слово при описании пельтастов армии Филиппа V. Их изображения также можно встретить на осунских рельефах: на их щитах есть расположенный в центре умбон, а сами воины одеты в просторные туники чуть выше колена. На некоторых воинах надет необычный головной убор, украшенный гребнем. Согласно Страбону, иберийцы носили изготовленные из жил шапки, и это описание больше всего подходит к изображению, а гребень доказывает, что это не могли быть волосы воина. Очень похожие колпаки встречаются на рельефах в южной Франции.

### Конница
Роль конницы в доримской Иберии была значительно большей, нежели в древней Италии, причём значение лошади как верхового животного, равно в военном деле и в аспекте социального престижа, было непосредственно связано с религиозными представлениями. В испанских армиях численность конницы обычно составляла 20—25% от общего числа воинов, то есть была намного выше, чем в римских (10—14%). Испанцы уделяли много внимания подготовке всадников и обучению животных. Иберийские кони, отличавшиеся выносливостью (Страбон отдаёт им предпочтение перед нумидийскими), были, например, обучены опускаться на колени и сохранять спокойствие и тишину до сигнала, что имело особенное значение в условиях партизанской войны. Вместе с тем испанские всадники превосходно действовали и в правильном сражении. При необходимости они могли спешиваться, превращаясь в первоклассную пехоту. Применяли испанские всадники и тактику смешанного боя, используя лёгкую пехоту в рядах конницы. Иногда они могли ехать вдвоём на одной лошади, перед битвой один из воинов соскакивал.
Впервые испанская конница была масштабно задействована в последней четверти III века до н. э. в карфагенских армиях. Иберийские всадники перешли через Альпы с войсками Ганнибала и принимали участие во всех крупных сражениях с римлянами. В битве при Каннах иберы и галлы обратили римскую конницу в бегство, а затем обошли с тыла легионы, разгромили вражескую конницу на противоположном фланге и замкнули кольцо окружения. Разумеется, иберийские всадники сражались против римлян под началом пунийских полководцев и на Пиренейском полуострове.
По свидетельствам античных источников, испанская конница доминировала на полях сражений в эпоху Пунических войн. Перед ней не могли устоять ни римские и италийские всадники, ни даже перешедшие на сторону римлян нумидийцы. Тит Ливий прямо указывает, что «нумидийский всадник уступал испанскому». Однако на заключительном этапе войны, после серии римских побед многие испанцы, воюющие на родине, перешли на сторону врага. Началось римское завоевание Испании.

## Вооружение
Испанский меч с прямым широким обоюдоострым клинком послужил прототипом римского легионерского меча. Античные источники датируют заимствование римлянами испанского меча концом III века до н. э.: впервые такие мечи с крепким, широким, хорошо закалённым клинком, ввёл в своей армии в Испании Сципион Африканский. Неудивительно, что испанское, в частности иберийское, вооружение оказало столь сильное влияние на римское: в постоянных столкновениях с племенами Пиренейского полуострова римляне неоднократно имели возможность убедиться в отличном качестве и высоких боевых достоинствах испанского оружия. В ножнах мечей иногда устраивалось особое отделение для сменных (запасных) наконечников копий и небольших изогнутых ножей. Применялись также своеобразные кинжалы с широким клинком — впоследствии эта форма послужит прототипом легионерского кинжала. Наконечники копий и дротиков различаются размерами и формой; у дротиков они нередко снабжены значительной по длине втулкой (более 30 см). Специфически испанским оружием являются длинные (более 2 м) цельнометаллические метательные копья с зазубренным наконечником — солиферрумы, или саунионы. Возможно, испанские метательные копья послужили образцом для модернизированного римского пилума. О том, что для древних испанцев это было престижное оружие, говорит украшение некоторых экземпляров серебряной инкрустацией.
Испанские всадники вооружением принципиально не отличались от пехотинцев. Вообще особенности традиционной испанской тактики не позволяют жёстко разделять наступательное оружие на кавалерийское и пехотное. Излюбленным оружием конницы была фальката — изогнутый однолезвийный колюще-рубящий меч, заимствованный, вероятно, у финикийцев. Последние переняли это оружие у греков (греческая махайра). Длина найденных образцов невелика, клинок в среднем не превышает 45 см. Из защитного снаряжения наиболее распространены были лёгкие кожаные панцири, бронзовые защитные пояса, дисковидные бронзовые нагрудные пластины. Однако кольчуга и чешуйчатый панцирь также были известны. Шлемы, помимо упоминавшегося колпака из жил, могли быть из кожи или звериных шкур (у иберов), или из бронзы (у кельтиберов; находки довольно редки). Наряду с местными употреблялись, по-видимому, и различные кельтские формы. Всадники (как и легковооружённые пехотинцы) сражались с круглым щитом — цетрой около 50 см в диаметре. Когда в нём не было необходимости, щит перекидывался на ремне за спину или подвешивался на боку лошади.
Вероятно, уже в IV веке до н. э. кельтиберами была введена в употребление подкова, что должно было значительно увеличить боевой потенциал кавалерии. Насколько позволяют судить иконографические источники, испанцам, возможно, были известны жёсткие сёдла, хотя более обычна была попона из шерсти (иногда — из шкуры животного, например, рыси). Известняковое изваяние коня из святилища Сигарралехос, датируемое III—II веками до н. э., в деталях передаёт конскую сбрую. Кони пышно украшались; судя по изображениям, шею животного покрывала сетка из цветной шерсти, нарядно декорировалась узда, к которой, помимо всего прочего, крепился небольшой колокольчик (очевидно, в магических целях). Известны и археологические находки удил различных типов, сделанные на юге Испании. Возможно, испанцы применяли шпоры. Интересно, что на иберийской керамике всадники, как правило, изображены в боковой посадке («по-женски»); скорее всего, это условность изображения, но, с другой стороны, можно усматривать здесь отражение реальной практики соскакивания воинов в бою.